# Ondřej Machuča
Ondřej Machuča (Opava, 24 aprile 1996) è un calciatore ceco, centrocampista del Fotbal Třinec.

## Carriera
Ha giocato nella massima serie ceca e in quella slovacca.

## Statistiche

### Presenze e reti nei club
Statistiche aggiornate al 4 novembre 2021.
| Stagione              | Squadra               | Campionato            | Campionato | Campionato | Coppe nazionali | Coppe nazionali | Coppe nazionali | Coppe continentali | Coppe continentali | Coppe continentali | Altre coppe | Altre coppe | Altre coppe | Totale | Totale |
| Stagione              | Squadra               | Comp                  | Pres       | Reti       | Comp            | Pres            | Reti            | Comp               | Pres               | Reti               | Comp        | Pres        | Reti        | Pres   | Reti   |
| --------------------- | --------------------- | --------------------- | ---------- | ---------- | --------------- | --------------- | --------------- | ------------------ | ------------------ | ------------------ | ----------- | ----------- | ----------- | ------ | ------ |
| 2014-2015             | Slovan Liberec        | 1L                    | 0          | 0          | CRC             | 0               | 0               | UEL                | 0                  | 0                  |             | -           | -           | 0      | 0      |
| 2015-2016             | Slovan Liberec        | 1L                    | 9          | 0          | CRC             | 3               | 0               | UEL                | 0                  | 0                  |             | -           | -           | 12     | 0      |
| 2016-mar. 2017        | Slovan Liberec        | 1L                    | 3          | 0          | CRC             | 0               | 0               | UEL                | 0                  | 0                  |             | -           | -           | 3      | 0      |
| Totale Slovan Liberec | Totale Slovan Liberec | Totale Slovan Liberec | 12         | 0          |                 | 3               | 0               |                    | 0                  | 0                  |             | -           | -           | 15     | 0      |
| mar.-mag. 2017        | ViOn Z.M.             | SL                    | 8          | 0          |                 | -               | -               |                    | -                  | -                  |             | -           | -           | 8      | 0      |
| lug.-ago. 2017        | Slovan Liberec        | 1L                    | 0          | 0          | CRC             | 1               | 0               |                    | -                  | -                  |             | -           | -           | 1      | 0      |
| ago. 2017-2018        | Znojmo                | 2L                    | 22         | 0          | CRC             | 0               | 0               |                    | -                  | -                  |             | -           | -           | 22     | 0      |
| 2018-2019             | Vysočina Jihlava      | 2L                    | 20         | 0          | CRC             | 3               | 0               |                    | -                  | -                  |             | -           | -           | 23     | 0      |
| 2019-2020             | Baník Sokolov         | 2L                    | 21         | 1          | CRC             | 2               | 0               |                    | -                  | -                  |             | -           | -           | 23     | 1      |
| gen.-mag. 2021        | Sereď                 | SL                    | 11         | 0          | CS              | 1               | 0               |                    | -                  | -                  |             | -           | -           | 12     | 0      |
| 2021-2022             | Sereď                 | SL                    | 10         | 0          | CS              | 0               | 0               |                    | -                  | -                  |             | -           | -           | 10     | 0      |
| Totale Sereď          | Totale Sereď          | Totale Sereď          | 21         | 0          |                 | 1               | 0               |                    | -                  | -                  |             | -           | -           | 22     | 0      |
| Totale carriera       | Totale carriera       | Totale carriera       | 104        | 1          |                 | 10              | 0               |                    | 0                  | 0                  |             | -           | -           | 114    | 1      |